# Aglaophotis
Aglaophotis é uma erva mencionada ocasionalmente em trabalhos de ocultismo. Referências ao Aglaophotis e ao Olieribos (ambos ditos como ervas mágicas) são criadas no Simon Necronomicon.

## Usos históricos
O médico grego Dioscorides nomeou a erva de Aglaophotis como um membro da família de peónias, Paeoniaceae. Foi especulado que a espécie Paeonia officinalis, ou alguma peónia-europeia foi a fonte de Aglaophotis, mas há pouca evidência para provar essa teoria.
De acordo com Dioscorides, peónias são usadas para exorcizar demônios, para a feitiçaria e para curar a febre. Esta situação está em desacordo com a apresentação do Necronomicon, que diz que ela é utilizada para invocar forças obscuras.

## Cultura popular
Referências ao Aglaophotis estão presentes nos jogos de video game da Konami, Silent Hill. Em dois jogos da série, a substância aparece como uma líquido rubro, e também é associado com uma droga fictícia conhecida como White Claudia. Em Silent Hill, ela também é utilizada para expulsar demônios e similares dos corpos de que estiver possuído.
Em Silent Hill 3, o pingente de Heather, que foi dado por seu pai, Harry Mason, anos antes, contém uma pequena joia vermelha.